# Procandea quechua
Procandea quechua är en insektsart som beskrevs av Young 1968. Procandea quechua ingår i släktet Procandea och familjen dvärgstritar. Inga underarter finns listade i Catalogue of Life.